# Campionati del mondo di ciclismo su pista 2016 - Omnium maschile
La gara di omnium maschile ai campionati del mondo di ciclismo su pista si è svolta il 4 e 5 marzo 2016.

## Podio
| Pos.    | Atleta           | Nazionalità |
| ------- | ---------------- | ----------- |
| Oro     | Fernando Gaviria | Colombia    |
| Argento | Roger Kluge      | Germania    |
| Bronzo  | Glenn O'Shea     | Australia   |

## Risultati

### Scratch
Prima di 6 prove
| Posizione | Atleta              | Nazione       | Giri persi | Punti |
| --------- | ------------------- | ------------- | ---------- | ----- |
| 1         | Thomas Boudat       | Francia       |            | 40    |
| 2         | Artyom Zakharov     | Kazakistan    |            | 38    |
| 3         | Elia Viviani        | Italia        |            | 36    |
| 4         | Roger Kluge         | Germania      |            | 34    |
| 5         | Glenn O'Shea        | Australia     |            | 32    |
| 6         | Mark Cavendish      | Gran Bretagna |            | 30    |
| 7         | Jasper De Buyst     | Belgio        |            | 28    |
| 8         | Viktor Manakov      | Russia        |            | 26    |
| 9         | Gaël Suter          | Svizzera      |            | 24    |
| 10        | Fernando Gaviria    | Colombia      |            | 22    |
| 11        | Park Sang-hoon      | Corea del Sud |            | 20    |
| 12        | Tim Veldt           | Paesi Bassi   |            | 18    |
| 13        | Kazushige Kuboki    | Giappone      |            | 16    |
| 14        | Leung Chun Wing     | Hong Kong     |            | 14    |
| 15        | Adrian Tekliński    | Polonia       |            | 12    |
| 16        | Lasse Norman Hansen | Danimarca     |            | 10    |
| 17        | Gideoni Monteiro    | Brasile       |            | 8     |
| 18        | Ignacio Prado       | Messico       |            | 6     |
| 19        | Jacob Duehring      | Stati Uniti   |            | 4     |
| 20        | Aaron Gate          | Nuova Zelanda | DNF        | -40   |

### Inseguimento individuale
Seconda di 6 prove
| Posizione | Atleta              | Nazione       | Tempo    | Gap     | Punti prova |
| --------- | ------------------- | ------------- | -------- | ------- | ----------- |
| 1         | Fernando Gaviria    | Colombia      | 4:19.000 |         | 40          |
| 2         | Lasse Norman Hansen | Danimarca     | 4:19.866 | +0.866  | 38          |
| 3         | Elia Viviani        | Italia        | 4:20.371 | +1.371  | 36          |
| 4         | Tim Veldt           | Paesi Bassi   | 4:21.793 | +2.793  | 34          |
| 5         | Aaron Gate          | Nuova Zelanda | 4:22.156 | +3.156  | 32          |
| 6         | Viktor Manakov      | Russia        | 4:22.798 | +3.798  | 30          |
| 7         | Artyom Zakharov     | Kazakistan    | 4:22.843 | +3.843  | 28          |
| 8         | Roger Kluge         | Germania      | 4:23.131 | +4.131  | 26          |
| 9         | Thomas Boudat       | Francia       | 4:23.933 | +4.933  | 24          |
| 10        | Adrian Tekliński    | Polonia       | 4:24.946 | +5.946  | 22          |
| 11        | Leung Chun Wing     | Hong Kong     | 4:26.584 | +7.584  | 20          |
| 12        | Park Sang-hoon      | Corea del Sud | 4:27.194 | +8.194  | 18          |
| 13        | Mark Cavendish      | Gran Bretagna | 4:27.453 | +8.453  | 16          |
| 14        | Ignacio Prado       | Messico       | 4:28.392 | +9.392  | 14          |
| 15        | Jasper De Buyst     | Belgio        | 4:29.271 | +10.271 | 12          |
| 16        | Gaël Suter          | Svizzera      | 4:29.590 | +10.590 | 10          |
| 17        | Glenn O'Shea        | Australia     | 4:29.883 | +10.883 | 8           |
| 18        | Gideoni Monteiro    | Brasile       | 4:30.285 | +11.285 | 6           |
| 19        | Kazushige Kuboki    | Giappone      | 4:36.601 | +17.601 | 4           |
| 20        | Jacob Duehring      | Stati Uniti   | 4:38.475 | +19.475 | 2           |